# Aphrodinae
Sous-famille
Les Aphrodinae sont une sous-famille d'insectes de la famille des Cicadellidae (ordre des Hémiptères, insectes caractérisés par leurs deux paires d'ailes dont l'une, en partie cornée, est transformée en hémiélytre).
Ces insectes, communément appelés cicadelles, sont des insectes sauteurs et piqueurs qui se nourrissent de la sève des végétaux grâce à leur rostre.

## Liste des tribus et genres
Selon BioLib (25 octobre 2024) :
- tribu des Aphrodini Haupt, 1927
  - genre Anoscopus Kirschbaum, 1858
  - genre Aphrodes Curtis, 1833
  - genre Planaphrodes Hamilton, 1975
  - genre Stroggylocephalus Flor, 1861
- tribu des Euacanthellini Evans, 1966
  - genre Euacanthella Evans, 1938
- tribu des Sagmatiini Hamilton, 1999
  - genre Myerslopella Evans, 1977
  - genre Paulianiana Evans, 1954
  - genre Sagmation Hamilton, 1999

## Systématique
La sous-famille des Aphrodinae a été créée en 1927 par l'entomologiste allemand Hermann Haupt (d) (1873–1959).